# Klórbenzol
A klórbenzol egy szerves vegyület, amelynek összegképlete C6H5Cl. Aromás vegyület, a benzolgyűrűjén egy hidrogénatom helyett klóratom található. Színtelen, jellegzetes szagú folyadék. Vízben csaknem oldhatatlan, de alkoholban, éterben és benzolban jól oldódik. Kis mértékben gyúlékony. Főként oldószerként, illetve festékek, gyógyszerek előállítására használják.

## Kémiai tulajdonságai
Éghető, meggyújtva kormozó lánggal ég. Égésekor hidrogén-klorid is keletkezik. Nátrium-hidroxiddal reagáltatva a fenol nátriumsójává, nátrium-fenoláttá alakul. Ez a folyamat csak magas hőmérsékleten (300 °C-on) játszódik le. Ezt a módszert egykor nagy mennyiségben alkalmazták fenol előállítására.
{\displaystyle \mathrm {C_{6}H_{5}Cl+2\ NaOH\rightarrow C_{6}H_{5}ONa+NaCl+H_{2}O} }
Ammóniával reagáltatva magas hőmérsékleten és nyomáson, vagy katalizátor jelenlétében anilinné alakítható. A klórbenzol tovább klórozható, további klóratomok építhetőek be a molekulájába. A klórozáskor o-diklórbenzol (vagy 1,2-diklórbenzol) és p-diklórbenzol (vagy 1,4-diklórbenzol) keletkezik.

## Élettani hatása
A klórbenzol gőzei belélegezve altató hatásúak. Kevésbé mérgező, mint a benzol.

## Előállítása
A klórbenzolt benzolból állítják elő klórozással. Ez a reakció vas(III)-klorid katalizátor jelenlétében játszódik le.

## Felhasználása
A klórbenzolt oldószerként használják olajok, zsírok és gyanták oldására. Emellett köztes termék számos gyógyszer, festék és rovarirtószer előállításánál. Korábban nagy mennyiségben használták fenol előállítására. Korábban az azóta már betiltott DDT nevű rovarirtószert is klórbenzolból gyártották.